# 4410 كامويمنتارا
4410 Kamuimintara هو كويكب، يقع ضمن حزام الكويكبات. اكتشف في 17 ديسمبر 1989. وقد اكتشفه سيجي أويدا.، و، ووقد اكتشفه هيروشي كانيدا.

## روابط خارجية
- 4410 كامويمنتارا في قاعدة بيانات مختبر الدفع النفاث لأجرام النظام الشمسي الصغيرة

- الاكتشاف · مخطط المدار ·  العناصر المدارية · المعلمات المادية

- 4410 كامويمنتارا على موقع ويكي سكاي: DSS2, SDSS, GALEX, IRAS, Hydrogen α, X-Ray, Astrophoto, Sky Map, Articles and images